# Sixx
sixx è un'emittente televisiva tedesca edita da ProSiebenSat.1 Media.

## Storia
L'idea di un programma televisivo dedicato alle donne nacque nel novembre 2009, da un'idea dell'azienda ProSiebenSat.1 Media con l'annuncio del canale Fem-TV; All'inizio di febbraio 2010 il nome è stato cambiato in sixx, con l'obbiettivo di posizionare il canale tra i primi sei canali del digitale terrestre tedesco dopo: Das Erste, ZDF, Die Dritten, ProSieben e Das Vierte.
Il canale ha iniziato a trasmettere ufficialmente il 7 maggio 2010, come rete di prova per testare nuovi concetti pubblicitari.
Otto mesi dopo l'inizio delle trasmissioni, nel dicembre 2010, il canale inizia a trasmettere sulla televisione satellitare a pagamento, HD+ in formato HD.

## Palinsesto
- Abenteuer Ferne
- Alles außer Sex
- Anna und die Liebe
- Besser Essen – leben leicht gemacht
- Bis in die Spitzen
- Das Model und der Freak
- Eine wie keine
- Frank - der Weddingplaner
- Germany's Next Topmodel
- Hand aufs Herz
- Jugendcoach Oliver Lück
- Koffer zu und weg – Die Auswander-Doku
- Look of Love
- 90210
- Incinta per caso
- Alias
- Brothers & Sisters - Segreti di famiglia
- Streghe

## Loghi
| 7 maggio 2010 - 5 novembre 2015 | 1 dicembre 2010 - marzo 2014 | 5 novembre 2015 - in corso | marzo 2014 - in corso |
| ------------------------------- | ---------------------------- | -------------------------- | --------------------- |